# 417

## Починали
- 12 март – Инокентий I, римски папа